# Шахбазян, Сурен Вардкесович
Сурен Вардкесович Шахбазян (14 мая 1923, Александрополь, ССР Армения, ЗСФСР — 29 ноября 1989, Киев) — советский и армянский кинорежиссёр и кинооператор.  Заслуженный деятель искусств Украинской ССР (1986).

## Биография
Окончил педагогический факультет Тбилисского института физкультуры (1945), затем — операторский факультет ВГИКа (1951).
С 1951 года — оператор и режиссёр Киевской киностудии им. А.Довженко.
С 1970 года — педагог Киевского института театрального искусства им. И. Карпенко-Карого. Работал на телевидении.
Член Союза кинематографистов Украинской ССР.

## Избранная фильмография

### Режиссёр
- 1979 — Вижу цель
- 1980 — Жду и надеюсь
- 1986 — Приближение к будущему
- 1989 — Зона (в соавторстве с Н.Мащенко)

### Оператор
- 1954 — Андриеш (вместе с В. Верещаком; реж. С. Параджанов)
- 1956 — Павел Корчагин (вместе с И. Миньковецким; реж. А.Алов, В.Наумов)
- 1958 — Мальчики (реж. С.Цыбульник)
- 1962 — Самолёт уходит в 9 (реж. Юрий Лысенко)
- 1962 — Закон Антарктиды (реж. Тимофей Левчук)
- 1966 — Три Толстяка (реж. А. Баталов, И. Шапиро)
- 1970 — Цвет граната (реж. С. Параджанов)
- 1970 — Обратной дороги нет (реж. Г. Липшиц)
- 1973 — Товарищ бригада (реж. Г. Липшиц)
- 1975 — Тревожный месяц вересень (реж. Л. Осыка)
- 1979 — Вижу цель
- 1980 — Жду и надеюсь

## Признание
- Орден «Знак Почёта»
- Заслуженный деятель искусств Украинской ССР (1986)

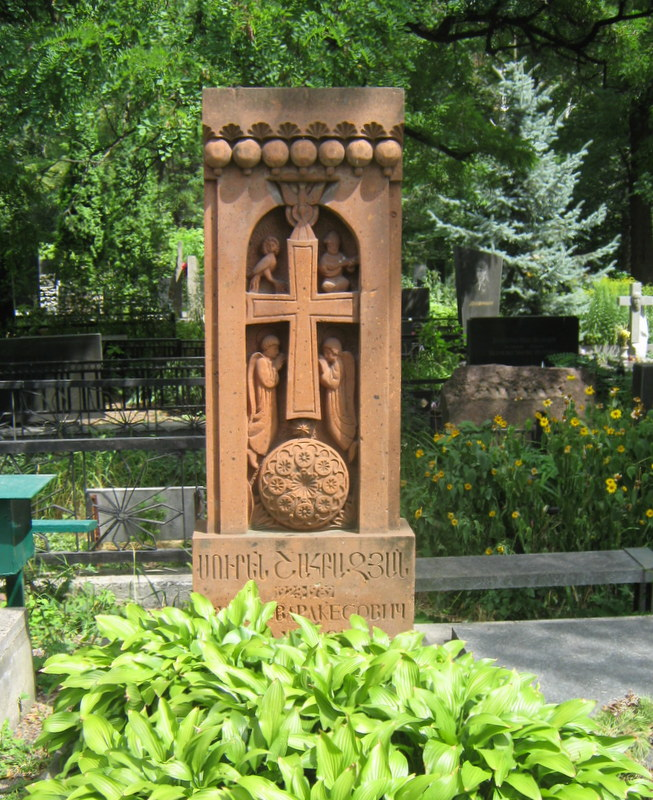
Могила на Байковом кладбище